# The Harsh Light of Day
The Harsh Light of Day è il terzo album del gruppo musicale statunitense Fastball, pubblicato nel 2000.

## Tracce
1. This Is Not My Life
2. You're an Ocean
3. Goodbye
4. Love Is Expensive and Free
5. Vampires
6. Wind Me Up
7. Morning Star
8. Time
9. Dark Street
10. Funny How It Fades Away
11. Don't Give Up On Me
12. Whatever Gets You On

Tracce bonus
1. The Way (live)
2. Emotional
3. Love Doesn't Kill You (demo)

## Formazione
- Tony Scalzo  - voce, basso, tastiere, chitarra
- Miles Zuniga - voce, chitarra
- Joey Shuffield  - batteria, percussioni